# Antônio Carlos Zago
Antônio Carlos Zago, conosciuto come Antônio Carlos (Presidente Prudente, 18 maggio 1969), è un allenatore di calcio ed ex calciatore brasiliano, di ruolo difensore Con la nazionale brasiliana si è laureato campione del Sud America nel 1999..

## Biografia
Ha origini italiane.

## Caratteristiche tecniche

### Giocatore
Era un difensore centrale dotato di buona tecnica e grinta che talvolta lo portava ad avere comportamenti irruenti, tanto che era soprannominato Terminator.

## Carriera

### Giocatore

#### Club
Nato a Presidente Prudente, città dello stato di San Paolo e di origini italiane, esordì nel calcio professionistico nel San Paolo, dove rimase per tre anni per poi andare a giocare una sola stagione all'Albacete, in Spagna. L'anno seguente fece ritorno in patria, stavolta al Palmeiras, altra squadra di San Paolo e acerrima nemica di quella che porta lo stesso nome della città. Dopo tre anni emigrò ancora, stavolta in Giappone, al Kashiwa Reysol, dove ancora una volta rimase per un solo anno prima di tornare a giocare di nuovo a San Paolo, ma stavolta al Corinthians.
Nel gennaio 1998 si trasferì alla Roma del tecnico Zeman, acquistato per 7,2 miliardi di lire. Esordí l'11 febbraio 1998 in Lecce-Roma 1-3, disputando una buona gara. Con il club giallorosso fece un ulteriore salto di qualità, tanto che nel 1999 riconquistò anche un posto nella sua Nazionale. Alla Roma restò cinque anni e fece anche parte della formazione campione d'Italia del 2001. Quell'anno formò una delle migliori difese italiane con l'esperto connazionale Aldair, l'argentino Walter Samuel e il francese Jonathan Zebina.
Nel novembre 1999 Antônio Carlos si rese protagonista di un episodio che suscitò scalpore quando sputò in faccia al laziale Simeone durante un derby. Il gesto fu spesso ripreso dai media e sottolineato nella canzone "Ancora e ancora" di Brusco.
Nel 2002 lasciò la Roma e andò in Turchia, firmando con il Beşiktaş, prima di tornare in Brasile ad agosto 2004 al Santos. Nel 2005 e nel 2006 giocò nella Juventude. Ha chiuso la carriera nel 2007 con il Santos.

#### Nazionale
Debuttò nella selezione brasiliana il 30 ottobre 1991 contro la Jugoslavia (3-1) e rimase nel giro della Nazionale fino al 1993, anno in cui disputò la sua prima Coppa America.
Trascorso un periodo di luci e ombre, solo dopo il passaggio alla Roma riuscì di nuovo a mettere in mostra le sue capacità e nel 1998 rientrò tra i convocati della Nazionale. Nel 1999 fece parte della formazione che si aggiudicò la Coppa America.
In totale con la maglia verdeoro conta 37 presenze e tre gol.

### Allenatore
Il 2 giugno 2009 è divenuto allenatore della squadra brasiliana del São Caetano.
Il 18 febbraio 2010 è stato nominato allenatore del Palmeiras in sostituzione del dimissionario Muricy Ramalho. Il 18 maggio viene esonerato e così il 17 agosto firma per il Grêmio Prudente ma viene esonerato il 10 settembre per scarsi risultati. Il 3 gennaio il dirigente del Mogi Mirim Rivaldo lo annuncia come nuovo allenatore ma il 9 febbraio lascia e passa al Vila Nova in sostituzione di Hélio dos Anjos ma il 28 marzo viene sostituito da Edmar Vasconcelos.
Il 17 dicembre lascia l'Audax, di cui era allenatore, per tornare alla Roma come assistente tecnico di Zdeněk Zeman. Firma il 17 gennaio, rimanendo fino al termine della stagione 2012-2013.
Dall'ottobre del 2013 al luglio del 2015 è stato assistente di Mircea Lucescu sulla panchina dello Shakhtar. Il 12 dicembre 2016 diviene l'allenatore dell'Internacional, dopo la retrocessione del club dal Campeonato Brasileiro; viene esonerato il 28 maggio.
Il 5 settembre 2018 diventa allenatore del Red Bull Brasil, dopo una seconda esperienza alla Juventude.
Il 21 aprile 2023 viene nominato tecnico del Coritiba.
Il 1º novembre 2023 è nominato commissario tecnico della Bolivia.

## Statistiche

### Presenze e reti nel club
| Stagione       | Squadra     | Campionato  | Campionato | Campionato | Coppe nazionali | Coppe nazionali | Coppe nazionali | Coppe continentali | Coppe continentali | Coppe continentali | Altre coppe | Altre coppe | Altre coppe | Totale | Totale |
| Stagione       | Squadra     | Comp        | Pres       | Reti       | Comp            | Pres            | Reti            | Comp               | Pres               | Reti               | Comp        | Pres        | Reti        | Pres   | Reti   |
| -------------- | ----------- | ----------- | ---------- | ---------- | --------------- | --------------- | --------------- | ------------------ | ------------------ | ------------------ | ----------- | ----------- | ----------- | ------ | ------ |
| gen.-giu. 1998 | Roma        | A           | 12         | 0          | CI              | 0               | 0               | -                  | -                  | -                  | -           | -           | -           | 12     | 0      |
| 1998-1999      | Roma        | A           | 28         | 0          | CI              | 2               | 0               | CU                 | 7                  | 0                  | -           | -           | -           | 37     | 0      |
| 1999-2000      | Roma        | A           | 27         | 2          | CI              | 2               | 0               | CU                 | 8                  | 0                  | -           | -           | -           | 37     | 2      |
| 2000-2001      | Roma        | A           | 28         | 0          | CI              | 1               | 0               | CU                 | 3                  | 0                  | -           | -           | -           | 32     | 0      |
| 2001-2002      | Roma        | A           | 12         | 0          | CI              | 2               | 0               | UCL                | 5                  | 0                  | SI          | 1           | 0           | 20     | 0      |
| Totale Roma    | Totale Roma | Totale Roma | 107        | 2          |                 | 7               | 0               |                    | 23                 | 0                  |             | 1           | 0           | 138    | 2      |

### Cronologia presenze e reti in nazionale
| Cronologia completa delle presenze e delle reti in nazionale ― Brasile | Cronologia completa delle presenze e delle reti in nazionale ― Brasile | Cronologia completa delle presenze e delle reti in nazionale ― Brasile | Cronologia completa delle presenze e delle reti in nazionale ― Brasile | Cronologia completa delle presenze e delle reti in nazionale ― Brasile | Cronologia completa delle presenze e delle reti in nazionale ― Brasile | Cronologia completa delle presenze e delle reti in nazionale ― Brasile | Cronologia completa delle presenze e delle reti in nazionale ― Brasile |
| Data                                                                   | Città                                                                  | In casa                                                                | Risultato                                                              | Ospiti                                                                 | Competizione                                                           | Reti                                                                   | Note                                                                   |
| ---------------------------------------------------------------------- | ---------------------------------------------------------------------- | ---------------------------------------------------------------------- | ---------------------------------------------------------------------- | ---------------------------------------------------------------------- | ---------------------------------------------------------------------- | ---------------------------------------------------------------------- | ---------------------------------------------------------------------- |
| 30-10-1991                                                             | Varginha                                                               | Brasile                                                                | 3 – 1                                                                  | Jugoslavia                                                             | Amichevole                                                             | -                                                                      |                                                                        |
| 18-12-1991                                                             | Goiânia                                                                | Brasile                                                                | 2 – 1                                                                  | Cecoslovacchia                                                         | Amichevole                                                             | -                                                                      | Uscita                                                                 |
| 26-2-1992                                                              | Fortaleza                                                              | Brasile                                                                | 3 – 0                                                                  | Stati Uniti                                                            | Amichevole                                                             | 1                                                                      |                                                                        |
| 31-7-1992                                                              | Los Angeles                                                            | Brasile                                                                | 5 – 0                                                                  | Messico                                                                | Amistad Cup 1992                                                       | -                                                                      |                                                                        |
| 2-8-1992                                                               | Los Angeles                                                            | Stati Uniti                                                            | 0 – 1                                                                  | Brasile                                                                | Amistad Cup 1992                                                       | -                                                                      |                                                                        |
| 17-3-1993                                                              | Ribeirão Preto                                                         | Brasile                                                                | 2 – 2                                                                  | Polonia                                                                | Amichevole                                                             | -                                                                      | Ammonizione                                                            |
| 18-6-1993                                                              | Cuenca                                                                 | Brasile                                                                | 0 – 0                                                                  | Perù                                                                   | Coppa America 1993 - 1º turno                                          | -                                                                      |                                                                        |
| 21-6-1993                                                              | Cuenca                                                                 | Cile                                                                   | 3 – 2                                                                  | Brasile                                                                | Coppa America 1993 - 1º turno                                          | -                                                                      |                                                                        |
| 24-6-1993                                                              | Cuenca                                                                 | Brasile                                                                | 3 – 0                                                                  | Paraguay                                                               | Coppa America 1993 - 1º turno                                          | -                                                                      | Ammonizione                                                            |
| 27-6-1993                                                              | Guayaquil                                                              | Brasile                                                                | 1 – 1 dts (5 – 6 dtr)                                                  | Argentina                                                              | Coppa America 1993 - Quarti di finale                                  | -                                                                      | Ammonizione                                                            |
| 15-8-1993                                                              | Montevideo                                                             | Uruguay                                                                | 1 – 1                                                                  | Brasile                                                                | Qual. Mondiali 1994                                                    | -                                                                      | 71’                                                                    |
| 23-9-1998                                                              | São Luís                                                               | Brasile                                                                | 1 – 1                                                                  | Jugoslavia                                                             | Amichevole                                                             | -                                                                      | Ammonizione                                                            |
| 14-10-1998                                                             | Washington                                                             | Brasile                                                                | 5 – 1                                                                  | Ecuador                                                                | Amichevole                                                             | -                                                                      | 46’                                                                    |
| 18-11-1998                                                             | Fortaleza                                                              | Brasile                                                                | 5 – 1                                                                  | Russia                                                                 | Amichevole                                                             | -                                                                      | Ammonizione                                                            |
| 5-6-1999                                                               | Salvador                                                               | Brasile                                                                | 2 – 2                                                                  | Paesi Bassi                                                            | Amichevole                                                             | -                                                                      |                                                                        |
| 8-6-1999                                                               | Goiânia                                                                | Brasile                                                                | 3 – 1                                                                  | Paesi Bassi                                                            | Amichevole                                                             | -                                                                      | 78’                                                                    |
| 26-6-1999                                                              | Curitiba                                                               | Brasile                                                                | 3 – 0                                                                  | Lettonia                                                               | Amichevole                                                             | -                                                                      | 85’                                                                    |
| 30-6-1999                                                              | Ciudad del Este                                                        | Brasile                                                                | 7 – 0                                                                  | Venezuela                                                              | Coppa America 1999 - 1º turno                                          | -                                                                      |                                                                        |
| 3-7-1999                                                               | Ciudad del Este                                                        | Brasile                                                                | 2 – 1                                                                  | Messico                                                                | Coppa America 1999 - 1º turno                                          | -                                                                      | Ammonizione                                                            |
| 11-7-1999                                                              | Ciudad del Este                                                        | Brasile                                                                | 2 – 1                                                                  | Argentina                                                              | Coppa America 1999 - Quarti di finale                                  | -                                                                      |                                                                        |
| 14-7-1999                                                              | Ciudad del Este                                                        | Brasile                                                                | 2 – 0                                                                  | Messico                                                                | Coppa America 1999 - Semifinale                                        | -                                                                      |                                                                        |
| 18-7-1999                                                              | Asunción                                                               | Brasile                                                                | 3 – 0                                                                  | Uruguay                                                                | Coppa America 1999 - Finale                                            | -                                                                      |                                                                        |
| 4-9-1999                                                               | Buenos Aires                                                           | Argentina                                                              | 2 – 0                                                                  | Brasile                                                                | Amichevole                                                             | -                                                                      | Ammonizione                                                            |
| 7-9-1999                                                               | Porto Alegre                                                           | Brasile                                                                | 4 – 2                                                                  | Argentina                                                              | Amichevole                                                             | -                                                                      |                                                                        |
| 9-10-1999                                                              | Amsterdam                                                              | Paesi Bassi                                                            | 2 – 2                                                                  | Brasile                                                                | Amichevole                                                             | -                                                                      |                                                                        |
| 13-11-1999                                                             | Vigo                                                                   | Spagna                                                                 | 0 – 0                                                                  | Brasile                                                                | Amichevole                                                             | -                                                                      |                                                                        |
| 28-3-2000                                                              | Bogotà                                                                 | Colombia                                                               | 0 – 0                                                                  | Brasile                                                                | Qual. Mondiali 2002                                                    | -                                                                      | 39’                                                                    |
| 26-4-2000                                                              | San Paolo                                                              | Brasile                                                                | 3 – 2                                                                  | Ecuador                                                                | Qual. Mondiali 2002                                                    | 1                                                                      |                                                                        |
| 23-5-2000                                                              | Cardiff                                                                | Galles                                                                 | 0 – 3                                                                  | Brasile                                                                | Amichevole                                                             | -                                                                      |                                                                        |
| 27-5-2000                                                              | Londra                                                                 | Inghilterra                                                            | 1 – 1                                                                  | Brasile                                                                | Amichevole                                                             | -                                                                      | 81’                                                                    |
| 4-6-2000                                                               | Lima                                                                   | Perù                                                                   | 0 – 1                                                                  | Brasile                                                                | Qual. Mondiali 2002                                                    | 1                                                                      |                                                                        |
| 28-6-2000                                                              | Rio de Janeiro                                                         | Brasile                                                                | 1 – 1                                                                  | Uruguay                                                                | Qual. Mondiali 2002                                                    | -                                                                      | 88’                                                                    |
| 26-7-2000                                                              | San Paolo                                                              | Brasile                                                                | 3 – 1                                                                  | Argentina                                                              | Qual. Mondiali 2002                                                    | -                                                                      |                                                                        |
| 15-8-2000                                                              | Santiago del Cile                                                      | Cile                                                                   | 3 – 0                                                                  | Brasile                                                                | Qual. Mondiali 2002                                                    | -                                                                      |                                                                        |
| 3-9-2000                                                               | Rio de Janeiro                                                         | Brasile                                                                | 5 – 0                                                                  | Bolivia                                                                | Qual. Mondiali 2002                                                    | -                                                                      |                                                                        |
| 8-10-2000                                                              | Maracaibo                                                              | Venezuela                                                              | 0 – 6                                                                  | Brasile                                                                | Qual. Mondiali 2002                                                    | -                                                                      |                                                                        |
| 1-7-2001                                                               | Montevideo                                                             | Uruguay                                                                | 1 – 0                                                                  | Brasile                                                                | Qual. Mondiali 2002                                                    | -                                                                      | 61’ 74’                                                                |
| Totale                                                                 |                                                                        | Presenze                                                               | 37                                                                     |                                                                        | Reti                                                                   | 3                                                                      |                                                                        |

### Statistiche da allenatore

#### Club
Statistiche aggiornate al 12 luglio 2025; in grassetto le competizioni vinte.
| Stagione               | Squadra                | Campionato             | Campionato | Campionato | Campionato | Campionato | Coppe nazionali | Coppe nazionali | Coppe nazionali | Coppe nazionali | Coppe nazionali | Coppe continentali | Coppe continentali | Coppe continentali | Coppe continentali | Coppe continentali | Altre coppe | Altre coppe | Altre coppe | Altre coppe | Altre coppe | Totale | Totale | Totale | Totale | % Vittorie | Piazzamento |
| Stagione               | Squadra                | Comp                   | G          | V          | N          | P          | Comp            | G               | V               | N               | P               | Comp               | G                  | V                  | N                  | P                  | Comp        | G           | V           | N           | P           | G      | V      | N      | P      | %          | Piazzamento |
| ---------------------- | ---------------------- | ---------------------- | ---------- | ---------- | ---------- | ---------- | --------------- | --------------- | --------------- | --------------- | --------------- | ------------------ | ------------------ | ------------------ | ------------------ | ------------------ | ----------- | ----------- | ----------- | ----------- | ----------- | ------ | ------ | ------ | ------ | ---------- | ----------- |
| 2009                   | São Caetano            | B                      | 33         | 14         | 8          | 11         | -               | -               | -               | -               | -               | -                  | -                  | -                  | -                  | -                  | -           | -           | -           | -           | -           | 33     | 14     | 8      | 11     | 42,42      | Sub. 7°     |
| 2010                   | São Caetano            | A1/SP                  | 9          | 4          | 2          | 3          | -               | -               | -               | -               | -               | -                  | -                  | -                  | -                  | -                  | -           | -           | -           | -           | -           | 9      | 4      | 2      | 3      | 44,44      | Risoluz.    |
| Totale São Caetano     | Totale São Caetano     | Totale São Caetano     | 42         | 18         | 10         | 14         |                 | -               | -               | -               | -               |                    | -                  | -                  | -                  | -                  |             | -           | -           | -           | -           | 42     | 18     | 10     | 14     | 42,86      |             |
| 2010                   | Palmeiras              | A1/SP+A                | 10+2       | 3+1        | 3+1        | 4+0        | CB              | 7               | 5               | 1               | 1               | -                  | -                  | -                  | -                  | -                  | -           | -           | -           | -           | -           | 19     | 9      | 5      | 5      | 47,37      | Sub. eson.  |
| 2010                   | Grêmio Prudente        | A                      | 6          | 1          | 2          | 3          | -               | -               | -               | -               | -               | -                  | -                  | -                  | -                  | -                  | -           | -           | -           | -           | -           | 6      | 1      | 2      | 3      | 16,67      | Sub. eson.  |
| 2011                   | Mogi Mirim             | A1/SP                  | 6          | 2          | 1          | 3          | -               | -               | -               | -               | -               | -                  | -                  | -                  | -                  | -                  | -           | -           | -           | -           | -           | 6      | 2      | 1      | 3      | 33,33      | Dimis.      |
| 2011                   | Vila Nova              | Go                     | 11         | 7          | 1          | 3          | -               | -               | -               | -               | -               | -                  | -                  | -                  | -                  | -                  | -           | -           | -           | -           | -           | 11     | 7      | 1      | 3      | 63,64      | Sub. dimis. |
| 2012                   | Audax                  | A2/SP                  | 25         | 13         | 4          | 8          | CP              | 26              | 12              | 5               | 9               | -                  | -                  | -                  | -                  | -                  | -           | -           | -           | -           | -           | 51     | 25     | 9      | 17     | 49,02      | 5°          |
| 2015                   | Juventude              | C                      | 6          | 3          | 2          | 1          | -               | -               | -               | -               | -               | -                  | -                  | -                  | -                  | -                  | -           | -           | -           | -           | -           | 6      | 3      | 2      | 1      | 50,00      | Sub. 5°     |
| 2016                   | Juventude              | G+C                    | 18+22      | 8+8        | 5+8        | 5+6        | CB              | 10              | 5               | 3               | 2               | -                  | -                  | -                  | -                  | -                  | -           | -           | -           | -           | -           | 50     | 21     | 16     | 13     | 42,00      | 4°          |
| 2017                   | Internacional          | G+B                    | 17+3       | 6+1        | 7+1        | 4+1        | CB              | 7               | 4               | 2               | 1               | -                  | -                  | -                  | -                  | -                  | PL          | 3           | 3           | 0           | 0           | 30     | 14     | 10     | 6      | 46,67      | Eson.       |
| 2017                   | Fortaleza              | C                      | 9          | 3          | 3          | 3          | -               | -               | -               | -               | -               | -                  | -                  | -                  | -                  | -                  | -           | -           | -           | -           | -           | 9      | 3      | 3      | 3      | 33,33      | Sub. 2°     |
| 2017                   | Juventude              | B                      | 6          | 1          | 2          | 3          | -               | -               | -               | -               | -               | -                  | -                  | -                  | -                  | -                  | -           | -           | -           | -           | -           | 6      | 1      | 2      | 3      | 16,67      | Sub. 9°     |
| 2018                   | Juventude              | G                      | 7          | 1          | 3          | 3          | CB              | 2               | 0               | 1               | 1               | -                  | -                  | -                  | -                  | -                  | -           | -           | -           | -           | -           | 9      | 1      | 4      | 4      | 11,11      | Eson.       |
| Totale Juventude       | Totale Juventude       | Totale Juventude       | 59         | 21         | 20         | 18         |                 | 12              | 5               | 4               | 3               |                    | -                  | -                  | -                  | -                  |             | -           | -           | -           | -           | 71     | 26     | 24     | 21     | 36,62      |             |
| 2018                   | Red Bull Brasil        | -                      | -          | -          | -          | -          | CP              | 14              | 6               | 6               | 2               | -                  | -                  | -                  | -                  | -                  | -           | -           | -           | -           | -           | 14     | 6      | 6      | 2      | 42,86      | Sub. 4°     |
| 2019                   | Red Bull Brasil        | A1/SP                  | 17         | 10         | 5          | 2          | -               | -               | -               | -               | -               | -                  | -                  | -                  | -                  | -                  | -           | -           | -           | -           | -           | 17     | 10     | 5      | 2      | 58,82      | 6°          |
| Totale Red Bull Brasil | Totale Red Bull Brasil | Totale Red Bull Brasil | 17         | 10         | 5          | 2          |                 | 14              | 6               | 6               | 2               |                    | -                  | -                  | -                  | -                  |             | -           | -           | -           | -           | 31     | 16     | 11     | 4      | 51,61      |             |
| 2019                   | Bragantino             | B                      | 38         | 22         | 9          | 7          | -               | -               | -               | -               | -               | -                  | -                  | -                  | -                  | -                  | -           | -           | -           | -           | -           | 38     | 22     | 9      | 7      | 57,89      | 1° (prom.)  |
| 2020                   | Kashima Antlers        | J1                     | 34         | 18         | 5          | 11         | JLC             | 3               | 1               | 0               | 2               | ACL                | 1                  | 0                  | 0                  | 1                  | -           | -           | -           | -           | -           | 38     | 19     | 5      | 14     | 50,00      | 5º          |
| 2021                   | Kashima Antlers        | J1                     | 8          | 2          | 2          | 4          | JLC             | 2               | 2               | 0               | 0               | -                  | -                  | -                  | -                  | -                  | -           | -           | -           | -           | -           | 10     | 4      | 2      | 4      | 40,00      | Eson.       |
| Totale Kashima Antlers | Totale Kashima Antlers | Totale Kashima Antlers | 42         | 20         | 7          | 15         |                 | 5               | 3               | 0               | 2               |                    | 1                  | 0                  | 0                  | 1                  |             | -           | -           | -           | -           | 48     | 23     | 7      | 18     | 47,92      |             |
| 2021                   | Bolívar                | PD                     | 22         | 11         | 6          | 5          | -               | -               | -               | -               | -               | -                  | -                  | -                  | -                  | -                  | -           | -           | -           | -           | -           | 22     | 11     | 6      | 5      | 50,00      | Sub. 4º     |
| 2022                   | Bolívar                | A+C                    | 21+24      | 16+15      | 1+5        | 4+4        | -               | -               | -               | -               | -               | CL                 | 4                  | 2                  | 1                  | 1                  | -           | -           | -           | -           | -           | 49     | 33     | 7      | 9      | 67,35      | 1°, 3º      |
| Totale Bolívar         | Totale Bolívar         | Totale Bolívar         | 67         | 42         | 12         | 13         |                 | -               | -               | -               | -               |                    | 4                  | 2                  | 1                  | 1                  |             | -           | -           | -           | -           | 71     | 44     | 13     | 14     | 61,97      |             |
| 2023                   | Coritiba               | A                      | 10         | 0          | 4          | 6          | CB              | 1               | 0               | 0               | 1               | -                  | -                  | -                  | -                  | -                  | -           | -           | -           | -           | -           | 11     | 0      | 4      | 7      | &0,00      | Sub. eson.  |
| 2025                   | The Strongest          | PD                     | 2          | 1          | 0          | 1          | -               | -               | -               | -               | -               | CL                 | 2                  | 0                  | 1                  | 1                  | -           | -           | -           | -           | -           | 4      | 1      | 1      | 2      | 25,00      | Risoluz.    |
| 2025                   | Botafogo-PB            | C                      | 5          | 1          | 2          | 2          | CB              | 1               | 0               | 0               | 1               | -                  | -                  | -                  | -                  | -                  | -           | -           | -           | -           | -           | 6      | 1      | 2      | 3      | 16,67      | Eson.       |
| Totale carriera        | Totale carriera        | Totale carriera        | 371        | 172        | 92         | 107        |                 | 73              | 35              | 18              | 20              |                    | 7                  | 2                  | 2                  | 3                  |             | 3           | 3           | 0           | 0           | 454    | 212    | 112    | 130    | 46,70      |             |

#### Nazionale boliviana nel dettaglio
| 2023           | Bolivia        | Qual. Mondiale 2026 | in corso       | 1 | 1 | 0 | 0 | 100,00& | 2 | 0 | +2 |
| Dal 2023       | Bolivia        | Amichevoli          |                | 0 | 0 | 0 | 0 | —       | 0 | 0 | 0  |
| Totale Bolivia | Totale Bolivia | Totale Bolivia      | Totale Bolivia | 1 | 1 | 0 | 0 | 100,00  | 2 | 0 | +2 |

#### Panchine da commissario tecnico della nazionale boliviana
| Cronologia completa delle presenze e delle reti in nazionale ― Bolivia | Cronologia completa delle presenze e delle reti in nazionale ― Bolivia | Cronologia completa delle presenze e delle reti in nazionale ― Bolivia | Cronologia completa delle presenze e delle reti in nazionale ― Bolivia | Cronologia completa delle presenze e delle reti in nazionale ― Bolivia | Cronologia completa delle presenze e delle reti in nazionale ― Bolivia | Cronologia completa delle presenze e delle reti in nazionale ― Bolivia | Cronologia completa delle presenze e delle reti in nazionale ― Bolivia |
| Data                                                                   | Città                                                                  | In casa                                                                | Risultato                                                              | Ospiti                                                                 | Competizione                                                           | Reti                                                                   | Note                                                                   |
| ---------------------------------------------------------------------- | ---------------------------------------------------------------------- | ---------------------------------------------------------------------- | ---------------------------------------------------------------------- | ---------------------------------------------------------------------- | ---------------------------------------------------------------------- | ---------------------------------------------------------------------- | ---------------------------------------------------------------------- |
| 16-11-2023                                                             | La Paz                                                                 | Bolivia                                                                | 2 – 0                                                                  | Perù                                                                   | Qual. Mondiali 2026                                                    | Henry Vaca Ramiro Vaca                                                 | Cap: M. Moreno                                                         |
| 21-11-2023                                                             | Montevideo                                                             | Uruguay                                                                | 3 – 0                                                                  | Bolivia                                                                | Qual. Mondiali 2026                                                    | -                                                                      | Cap: M. Moreno                                                         |
| 22-3-2024                                                              | Algeri                                                                 | Algeria                                                                | 3 – 2                                                                  | Bolivia                                                                | FIFA Series 2024                                                       | Carmelo Algarañaz José Sagredo                                         | Cap: M. Moreno                                                         |
| 25-3-2024                                                              | Annaba                                                                 | Bolivia                                                                | 1 – 0                                                                  | Andorra                                                                | FIFA Series 2024                                                       | Ramiro Vaca                                                            | Cap: M. Moreno                                                         |
| 31-5-2024                                                              | Chicago                                                                | Messico                                                                | 1 – 0                                                                  | Bolivia                                                                | Amichevole                                                             | -                                                                      | Cap: M. Moreno                                                         |
| 12-6-2024                                                              | Chester                                                                | Ecuador                                                                | 3 – 1                                                                  | Bolivia                                                                | Amichevole                                                             | Miguel Terceros                                                        | Cap: M. Moreno                                                         |
| 15-6-2024                                                              | East Hartford                                                          | Colombia                                                               | 3 – 0                                                                  | Bolivia                                                                | Amichevole                                                             | -                                                                      | Cap: M. Moreno                                                         |
| Totale                                                                 |                                                                        | Presenze                                                               | 7                                                                      |                                                                        | Reti                                                                   | 6                                                                      |                                                                        |

## Palmarès

### Giocatore

#### Club

##### Competizioni nazionali
- Campionato brasiliano: 3

San Paolo: 1991
Palmeiras: 1993, 1994
Santos: 2004
- Campionato italiano: 1

Roma: 2000-2001
- Supercoppa italiana: 1

Roma: 2001
- Campionato turco: 1

Beşiktaş: 2002-2003

##### Competizioni internazionali
- Coppa Libertadores: 1

San Paolo: 1992

#### Nazionale
- Coppa America: 1

Paraguay 1999

### Allenatore
- Campeonato Brasileiro Série B: 1

Bragantino: 2019
- Campionato boliviano: 1

Bolivar: 2022 (Apertura)